# (73110) 2002 GT38
(73110) 2002 GT38 – planetoida z pasa głównego asteroid okrążająca Słońce w ciągu 3,57 lat w średniej odległości 2,34 j.a. Odkryta 2 kwietnia 2002 roku.